# KAMIGATA BOYZ
KAMIGATA BOYZ(카미가타 보이즈)는 STARTO ENTERTAINMENT 소속의 일본의 남성 합동 아이돌 그룹이다. 소속 레이블은 INFINITY RECORDS.

## 멤버
SUPER EIGHT
- 요코야마 유
- 무라카미 싱고
- 마루야마 류헤이
- 야스다 쇼타
- 오쿠라 타다요시

WEST.
- 나카마 준타
- 하마다 타카히로
- 키리야마 아키토
- 시게오카 다이키
- 카미야마 토모히로
- 후지이 류세이
- 코타키 노조무

나니와단시
- 후지와라 죠이치로
- 니시하타 다이고
- 오오하시 카즈야
- 타카하시 쿄헤이
- 오오니시 류세이
- 미치에다 슌스케
- 나가오 켄토